# Programmation (musique)
Pour les articles homonymes, voir Programmation (homonymie).

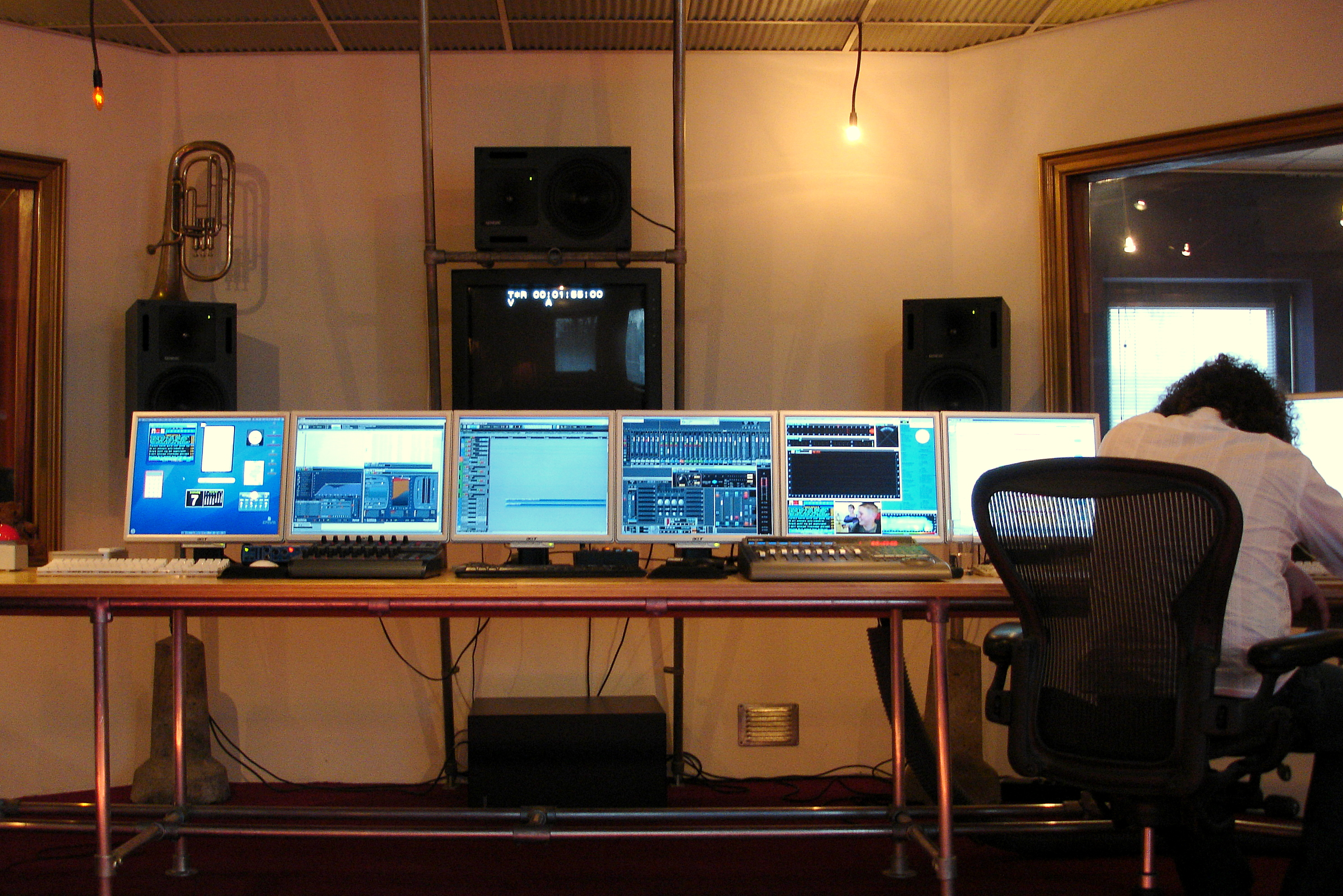
Studio de programmation musicale

La programmation dans le domaine musical désigne la production de musique lors de sessions d'enregistrement et de concerts en utilisant des instruments de musique électronique, comme des échantillonneurs ou des séquenceurs musicaux. La programmation a connu son essor dans les années 1990 avec la musique électronique et le hip-hop.

## Histoire
La programmation musicale trouve ses racines dans le développement de la lutherie électronique des années 1920. Les premiers instruments comme le Theremin (1929) posent les bases de cette nouvelle approche.
À partir des années 1960, l'ordinateur joue un rôle croissant dans la synthèse du son. La norme MIDI, adoptée en 1983, permet une large diffusion de l'informatique appliquée au son.
Dans le hip-hop, la programmation devient centrale dès la fin des années 1970 avec des pionniers comme DJ Kool Herc qui invente le breakbeat en 1973.

## Outils et techniques
En 1979, la firme australienne Fairlight présente son CMI (Computer Musical Instrument), premier véritable échantillonneur du marché.
Les séquenceurs permettent d'enregistrer et d'exécuter des séquences de commandes pour piloter des instruments électroniques. Le protocole MIDI permet de commander 16 instruments polyphoniques avec de nombreux paramètres.